# Литвиненко, Яна Эдуардовна
Яна Эдуардовна Литвиненко (8 мая 1999, Ярославль) — российская футболистка, полузащитница.

## Биография
Воспитанница ярославской ДЮСШ № 13, первый тренер — Рогачёв Евгений Николаевич. Позднее занималась в УОР «Россиянка» (Звенигород), а с 2016 года — в молодёжном составе ЦСКА. Бронзовый призёр Всероссийской спартакиады учащихся (2014). В составе «Россиянки-УОР» — бронзовый призёр первого дивизиона России (2014, 2015).
В высшей лиге России дебютировала в составе «Россиянки» (где играла на правах аренды) 18 апреля 2017 года в игре против «Енисея». В сезоне 2017 года провела все 14 матчей в чемпионате, также участвовала в матчах еврокубков. В 2018 году выступала за основной состав ЦСКА, но была игроком замены. В 2019 году отправлена в аренду в клуб «Звезда-2005» (Пермь), провела в клубе три года, но в последнем сезоне (2021) ни разу не вышла на поле.
В 2022 году выступала за казанский «Рубина» на правах аренды (имела контракт с московским ЦСКА).
Играла за юношескую сборную России.